# Rally van Canada 1974
De Rally van Canada 1974, officieel 2nd Rally Rideau Lakes, was de 2de editie van de Rally van Canada (Rideau Lakes) en de vijfde ronde van het Wereldkampioenschap Rally in 1974. Het was de 18de rally in het Wereldkampioenschap Rally dat georganiseerd wordt door de Fédération Internationale de l'Automobile (FIA). De start en finish vond plaats in Ontario.
Na het succes in San Remo, besloot Lancia hun kopman Sandro Munari naar het Noord-Amerikaans evenement te sturen om belangrijke punten te pakken voor het constructeurskampioenschap. De Lancia Stratos bleek wederom het best tot zijn recht te komen, en Munari schreef een tweede opeenvolgende overwinning voor Lancia op naam, terwijl concurrent Fiat dit keer geen van hun auto's aan de finish zag verschijnen. Simo Lampinen eindigde in de "oude" Lancia Beta als tweede, met Walter Boyce daarachter op plaats drie.

## Route
| Etappe | Dag(en)              | Klassementsproeven | Competitieve afstand |
| ------ | -------------------- | ------------------ | -------------------- |
| 1      | Donderdag 17 oktober | 5                  | 46,55 kilometer      |
| 2      | Vrijdag 18 oktober   | 17                 | 224,01 kilometer     |
| 3      | Zaterdag 19 oktober  | 18                 | 113.08 kilometer     |
|        |                      |                    |                      |
| Totaal | Totaal               | 40                 | 383,64 kilometer     |

## Resultaten
| Top tien klassement | Top tien klassement | Top tien klassement  | Top tien klassement  | Top tien klassement    | Top tien klassement | Top tien klassement  | Top tien klassement | Top tien klassement |
| Pos.                | Nr.                 | Rijder               | Navigator            | Auto                   | Gr.                 | Inschrijving         | Tijd                | Verschil            |
| ------------------- | ------------------- | -------------------- | -------------------- | ---------------------- | ------------------- | -------------------- | ------------------- | ------------------- |
| 1.                  | 103                 | Sandro Munari        | Mario Mannucci       | Lancia Stratos HF      | D                   | Lancia Marlboro      | 4:54.31,8           | 0.00                |
| 2.                  | 107                 | Simo Lampinen        | John Davenport       | Lancia Beta Coupé      | C                   | Lancia Marlboro      | 4:56.50,4           | + 2.18,6            |
| 3.                  | 101                 | Walter Boyce         | Stuart Gray          | Toyota Celica          | B                   | Toyota Canada        | 5:07.46,2           | + 13.14,4           |
| 4.                  | 116                 | Keith Billows        | John Campbell        | Ford Escort RS1600     | C                   | Keith Billows        | 5:16.50,4           | + 22.18,6           |
| 5.                  | 141                 | Eric Jones           | Mark Hathaway        | Datsun 510 SSS         | C                   | Walter Boyce         | 5:21.10,2           | + 26.38,4           |
| 6.                  | 117                 | Burckhard Skowronnek | Tony Woodlands       | Datsun 240Z            | D                   | Burckhard Skowronnek | 5:23.23,4           | + 28.51,6           |
| 7.                  | 118                 | Jacques Racine       | Michel Poirier-Defoy | Datsun 510 SSS         | C                   | Jacques Racine       | 5:27.01,8           | + 33.30,0           |
| 8.                  | 108                 | John Smiskol         | Carol Smiskol        | Datsun 260Z            | D                   | John Smiskol         | 5:32.31,2           | + 37.59,4           |
| 9.                  | 122                 | Glen Thomas          | Ron Arthur           | Datsun 510             | B                   | Jacques Racine       | 5:39.44,4           | + 45.12,6           |
| 10.                 | 121                 | Howard Whan          | Jim Pue-Christie     | Datsun 510             | B                   | Howard Whan          | 5:53.13,2           | + 58.41,4           |
| Niet aan de finish  |                     |                      |                      |                        |                     |                      |                     |                     |
| Pos.                | Nr.                 | Rijder               | Navigator            | Auto                   | Gr.                 | Inschrijving         | KP                  | Reden               |
| NF                  | 102                 | Markku Alén          | Ilkka Kivimäki       | Fiat Abarth 124 Rallye | C                   | Fiat S.p.A.          | 3                   | Ongeluk             |
| NF                  | 104                 | Alcide Paganelli     | Ninni Russo          | Fiat Abarth 124 Rallye | C                   | Fiat S.p.A.          | 19                  | Ophanging           |
| NF                  | 105                 | Sobiesław Zasada     | Jerzy Dobrzański     | Porsche 911            | D                   | Sobiesław Zasada     | 3                   | Navigator onwel     |
| NF                  | 106                 | Jim Walker           | Terry Palmer         | Volvo 142              | C                   | Jim Walker           | Etappe 2            | differentieel       |
| NF                  | 109                 | Brian Culcheth       | Johnstone Syer       | Morris Marina          | C                   | Brian Culcheth       | Etappe 2            | differentieel       |
| NF                  | 110                 | Jean-Paul Pérusse    | John Bellefleur      | Fiat Abarth 124 Rallye | C                   | Fiat S.p.A.          | Etappe 2            | Versnellingsbak     |
| NF                  | 112                 | Mauro Pregliasco     | Angelo Garzoglio     | Lancia Beta Coupé      | C                   | Lancia Marlboro      | 3                   | Motor               |
| NF                  | 114                 | Randy Black          | Tom Burgess          | Datsun 1600SSS         | C                   | Randy Black          | 1                   | Koppakking          |
| NF                  | 119                 | Gary Neil            | Don Ramsay           | Datsun 510             | B                   | Gary Neil            |                     |                     |
| NF                  | 120                 | George Wirtjes       | Perry Beadon         | Mazda                  | C                   | George Wirtjes       |                     |                     |

- Noot: In tegenstelling tot de genummeriseerde groepen volgens de FIA, werden auto's hier ingedeeld in alfabetische groepen. Deze staan los van FIA's latere alfabetische groepsindeling.

## Statistieken

#### Klassementsproeven
| Etappe     | Proef | Starttijd | Naam                  | Lengte   | Winnaar                       | Tijd                          | Gem. snelheid                 | Rally Leider     |
| ---------- | ----- | --------- | --------------------- | -------- | ----------------------------- | ----------------------------- | ----------------------------- | ---------------- |
| 1 (17 okt) | 1     |           | Montague              | 4,18 km  | Sandro Munari                 | 2:40.8                        | 93,58 km/u                    | Sandro Munari    |
| 1 (17 okt) | 2     |           | Wolf Grove            | 10,59 km | Alcide Paganelli              | 7:01.2                        | 90,51 km/u                    | Alcide Paganelli |
| 1 (17 okt) | 3     |           | McKay Lake            | 5,92 km  | Sandro Munari                 | 4:09.0                        | 85,59 km/u                    | Alcide Paganelli |
| 1 (17 okt) | 4     |           | Park Lake             | 17,41 km | Alcide Paganelli              | 15:03.0                       | 69,41 km/u                    | Alcide Paganelli |
| 1 (17 okt) | 5     |           | Arnold's Welding Shop | 8,45 km  | Sandro Munari                 | 7:22.2                        | 68,79 km/u                    | Alcide Paganelli |
|            |       |           |                       |          |                               |                               |                               | Alcide Paganelli |
| 2 (18 okt) | 6     |           | Watt Lake             | 13,71 km | Sandro Munari                 | 9:10.2                        | 89,71 km/u                    | Alcide Paganelli |
| 2 (18 okt) | 7     |           | Baptiste Lake 1       | 19,79 km | Sandro Munari                 | 13:09,0                       | 90,30 km/u                    | Alcide Paganelli |
| 2 (18 okt) | 8     |           | Wanamaker Lake 1      | 6,97 km  | Alcide Paganelli              | 5:57,6                        | 70,17 km/u                    | Alcide Paganelli |
| 2 (18 okt) | 9     |           | Wesloomkoon Lake 1    | 18,30 km | Alcide Paganelli              | 13:49.2                       | 79,45 km/u                    | Alcide Paganelli |
| 2 (18 okt) | 10    |           | Egan Creek 1          | 23,75 km | Simo Lampinen                 | 13:14.4                       | 107,63 km/u                   | Alcide Paganelli |
| 2 (18 okt) | 11    |           | Limerick Lake 1       | 5,34 km  | Alcide Paganelli              | 4:58.8                        | 64,34 km/u                    | Alcide Paganelli |
| 2 (18 okt) | 12    |           | Old Hastings Road 1   | 10,59 km | Alcide Paganelli              | 8:18.6                        | 76,46 km/u                    | Alcide Paganelli |
| 2 (18 okt) | 13    |           | Chainy Lakes          | 9,08 km  | Sandro Munari                 | 7:48.0                        | 69,85 km/u                    | Alcide Paganelli |
| 2 (18 okt) | 14    |           | Baptiste Lake 2       | 19,79 km | Simo Lampinen                 | 13:29.4                       | 88,02 km/u                    | Alcide Paganelli |
| 2 (18 okt) | 15    |           | Wanamaker Lake 2      | 6,97 km  | Simo Lampinen                 | 6:03.0                        | 69,12 km/u                    | Alcide Paganelli |
| 2 (18 okt) | 16    |           | Weslemkoon Lake 2     | 18,30 km | Sandro Munari                 | 14:21.0                       | 76,52 km/u                    | Alcide Paganelli |
| 2 (18 okt) | 17    |           | Egan Creek 2          | 23,75 km | Sandro Munari                 | 13:21.0                       | 106,74 km/u                   | Alcide Paganelli |
| 2 (18 okt) | 18    |           | Limerick Lake 2       | 5,34 km  | Guy Chasseuil                 | 4:57.6                        | 64,60 km/u                    | Alcide Paganelli |
| 2 (18 okt) | 19    |           | Steenburg Lake        | 8,00 km  | Simo Lampinen                 | 6:30.6                        | 73,73 km/u                    | Sandro Munari    |
| 2 (18 okt) | 20    |           | Old Hastings Road 2   | 10,59 km | Sandro Munari                 | 8:38.4                        | 73,54 km/u                    | Sandro Munari    |
| 2 (18 okt) | 21    |           | Mayo Lake             | 8,71 km  | Sandro Munari                 | 6:25.8                        | 81,28 km/u                    | Sandro Munari    |
| 2 (18 okt) | 22    |           | Birch Lake            | 15,03 km | Simo Lampinen                 | 11:59.4                       | 75,21 km/u                    | Sandro Munari    |
|            |       |           |                       |          |                               |                               |                               | Sandro Munari    |
| 3 (19 okt) | 23    |           | Dibblee Gravel Pit 1  | 2,30 km  | Keith Billows                 | 2:16.8                        | 60,53 km/u                    | Sandro Munari    |
| 3 (19 okt) | 24    |           | Crosby Lake           | 6,18 km  | Klassementsproef geannuleerd. | Klassementsproef geannuleerd. | Klassementsproef geannuleerd. | Sandro Munari    |
| 3 (19 okt) | 25    |           | Bennett Lake          | 6,61 km  | Klassementsproef geannuleerd. | Klassementsproef geannuleerd. | Klassementsproef geannuleerd. | Sandro Munari    |
| 3 (19 okt) | 26    |           | Silver Lake           | 3,64 km  | Klassementsproef geannuleerd. | Klassementsproef geannuleerd. | Klassementsproef geannuleerd. | Sandro Munari    |
| 3 (19 okt) | 27    |           | Burke Settlement      | 4,41 km  | Guy Chasseuil                 | 4:21.0                        | 60,83 km/u                    | Sandro Munari    |
| 3 (19 okt) | 28    |           | Sharbot Lake          | 4,73 km  | Guy Chasseuil                 | 4:36.6                        | 61,56 km/u                    | Sandro Munari    |
| 3 (19 okt) | 29    |           | Desert Lake           | 4,07 km  | Guy Chasseuil                 | 4:28.8                        | 54,51 km/u                    | Sandro Munari    |
| 3 (19 okt) | 30    |           | Devil Lake            | 12,05 km | Simo Lampinen                 | 10:05.4                       | 71,66 km/u                    | Sandro Munari    |
| 3 (19 okt) | 31    |           | Bobs Lake             | 5,68 km  | Sandro Munari                 | 4:54.6                        | 69,41 km/u                    | Sandro Munari    |
| 3 (19 okt) | 32    |           | Barbers Lake          | 8,13 km  | Walter Boyce                  | 6:43.8                        | 72,48 km/u                    | Sandro Munari    |
| 3 (19 okt) | 33    |           | Paddy Lake            | 14,50 km | Walter Boyce                  | 13:57.0                       | 62,37 km/u                    | Sandro Munari    |
| 3 (19 okt) | 34    |           | Umpherston Mill       | 9,41 km  | Walter Boyce                  | 8:22.2                        | 67,46 km/u                    | Sandro Munari    |
| 3 (19 okt) | 35    |           | White Mountain        | 7,81 km  | Walter Boyce                  | 6:19.2                        | 74,15 km/u                    | Sandro Munari    |
| 3 (19 okt) | 36    |           | White Lake            | 10,88 km | Walter Boyce                  | 10:48.0                       | 60,44 km/u                    | Sandro Munari    |
| 3 (19 okt) | 37    |           | Bellamy Road          | 5,33 km  | Simo Lampinen                 | 3:49.8                        | 83,50 km/u                    | Sandro Munari    |
| 3 (19 okt) | 38    |           | Abandoned Mine 1      | 2,49 km  | Keith Billows                 | 2:28.8                        | 60,24 km/u                    | Sandro Munari    |
| 3 (19 okt) | 39    |           | Abandoned Mine 2      | 2,56 km  | Keith Billows                 | 2:18.0                        | 66,78 km/u                    | Sandro Munari    |
| 3 (19 okt) | 40    |           | Dibblee Gravel Pit 2  | 2,30 km  | Keith Billows                 | 2:16.8                        | 60,53 km/u                    | Sandro Munari    |

#### KP overwinningen
| Rijder           | Aantal |
| ---------------- | ------ |
| Sandro Munari    | 11     |
| Simo Lampinen    | 7      |
| Alcide Paganelli | 6      |
| Walter Boyce     | 5      |
| Keith Billows    | 4      |
| Guy Chasseuil    | 4      |

## Kampioenschap standen

#### Constructeurs
| Pos. | Constructeur | Ptn. |
| ---- | ------------ | ---- |
| 1    | Lancia       | 52   |
| 2    | Fiat         | 48   |
| 3    | Ford         | 34   |
| 4    | Datsun       | 26   |
| 5    | Porsche      | 23   |

- Noot: Enkel de top vijf posities worden in de stand weergegeven.